# Acontia discolutea
Acontia discolutea là một loài bướm đêm trong họ Noctuidae.